# Tour de Yueyang
La tour de Yueyang (chinois simplifié : 岳阳楼 ; chinois traditionnel : 岳陽樓 ; pinyin : yuèyáng lóu) est une tour ancienne, située dans la ville-préfecture de Yueyang dans la province du Hunan sur les berges du lac Dongting, en république populaire de Chine.

## Histoire

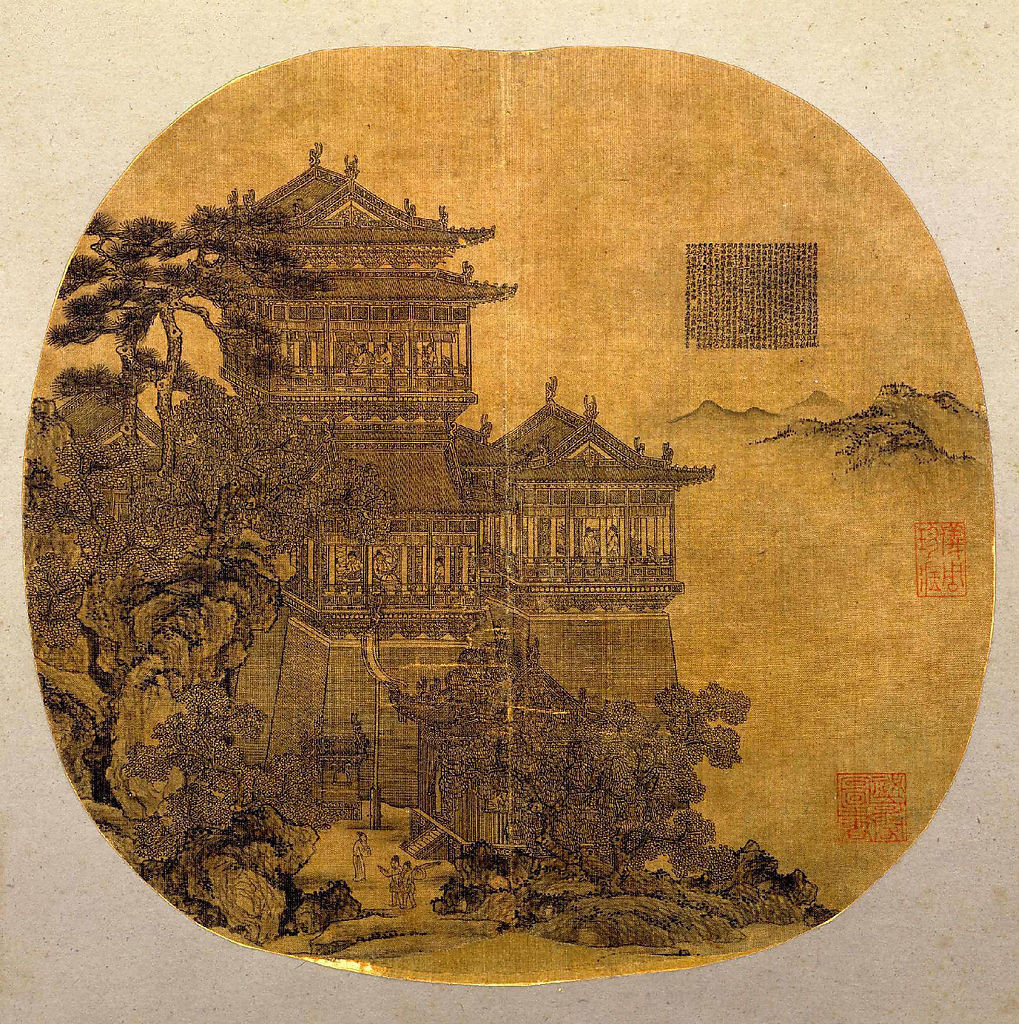
La Tour par le peintre Xia Yong (XIVe siècle)

L'histoire de la tour de Yueyang remonte à la période des Trois Royaumes lorsque Lu Su, commandant en chef des forces du royaume de Wu fut envoyé pour fortifier la ville et préparer la flotte. Afin de se doter d'une vue sur l'ensemble de la zone il fit bâtir une tour à cet endroit stratégique où le Yangtsé se jette dans le lac Dongting.

## Parc national
Le parc paysager de la tour de Yueyang du lac Dongting (岳阳楼洞庭湖风景名胜区) fut proclamé parc national le 1er août 1988.

Paysage de la tour de Yueyang par le peintre japonais, Ike no Taiga